# 7 Up
7 Up je gazirano piće s okusom limuna i limete. Dr Pepper Snapple Group proizvodi 7 Up unutar SAD-a, a PepsiCo izvan SAD-a. Osmislio ga je Charles Leiper Grigg 1929. pod nazivom Bib-Label Lithiated Lemon-Lime Soda. Između ostalih, vrlo je sličan Spriteu, Sierra Mistu, Mountain Dewu.

## Inačice
Godine 2015. bili su dostupni:
- 7 Up Free ne sadrži šećer, kofein, umjetna bojila ni konzervanse. Prodaje se u Argentini, Ujedinjenom Kraljevstvu, Irskoj, Ujedinjenim Arapskim Emiratima, Pakistanu, Nizozemskoj, Islandu, Finskoj, Norveškoj i Urugvaju.
- 7 Up Ten je predstavljen u 2013. godini i sadrži 10 kalorija.[4]
- 7 Up Retro je predsavljen u 2011. godini i koristio šećer kao zaslađivač.[5]
- 7 Up Light je dijetna verzija 7 Up-a prodavana na mnogim tržištima svijeta.
- 7 Up Lime se prodaje u SAD-u i Argentini. Argentinska verzija sadrži 5 % limete, a američka verzija slabije je gazirana.
- 7 Up Cherry se prodaje u Ujedinjenom Kraljevstvu. Recept nije isti kao za Cherry 7 Up.
- Tropical 7 Up ima okus ananasa i manga. Predstavljen je u 2014. i dostupan je na ograničeno vrijeme.[6][7]
- Diet 7 Up je isprva predstavljen 1963. kao Like.[8] U narednim godinama mijenjao je ime nekoliko puta. Današnje ime dobio je 1979. Prodaje se u SAD-u.
- Cherry 7 Up je predstavljen 1987. kao 7 Up s okusom trešnje. Povučen je s američkog tržišta u 2012. godini. Ponovno se prodaje od 2013. godine, ali s izmijenjenim receptom.
- Diet Cherry 7 Up sadrži 2 % manje sastojaka. Određeno vrijeme bio je povučen s tržišta, ali je vraćen zbog popularnosti.
- Orange 7 Up je 7 Up s okusom naranče koji se prodavao u Austriji i Nizozemskoj. U devedesetim godinama prošlog stoljeća bio je dostupan i u Norveškoj.
- Raspberry 7 Up se prodavao u nekolicini južnoazijskih država.